# Walter Stewart Owen

Walter Stewart Owen

Walter Stewart Owen, né le 26 janvier 1904 à Atlin et décédé le 13 janvier 1981 à Vancouver, est un homme politique canadien qui sert comme lieutenant-gouverneur de la province de Colombie-Britannique entre 1973 et 1978.